# Station Jackowo Dworskie
Station Jackowo Dworskie is een spoorwegstation in de Poolse plaats Jackowo Dworskie.